# Thomas Simpson
Thomas Simpson (Market Bosworth, 20 agosto 1710 – Market Bosworth, 14 maggio 1761) è stato un matematico britannico.

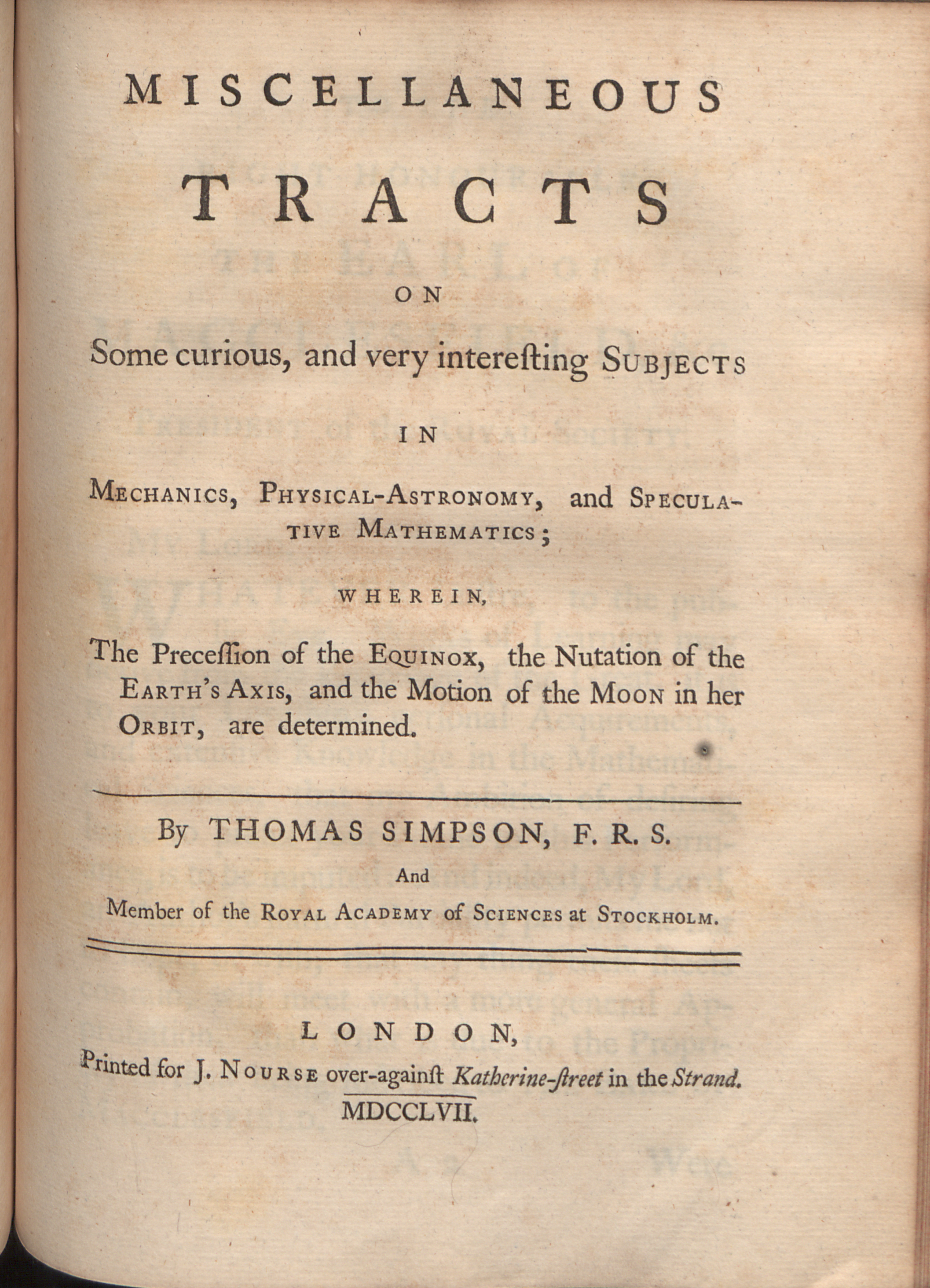
Miscellaneous tracts, 1768

The doctrine of annuities, 1742 (Fondazione Mansutti, Milano).

È noto soprattutto per il procedimento di calcolo approssimato integrali definiti chiamato comunemente regola di Simpson o anche regola di Cavalieri-Simpson. A lui viene attribuita pure la formulazione della variabile casuale di Simpson.

## Biografia
Era figlio di un tessitore che desiderava che il figlio continuasse la sua attività, ma Simpson si appassiona agli studi e si dedica alla matematica da autodidatta, trascurando gli interessi paterni al punto da essere allontanato dalla famiglia. Dopo un'eclissi di sole si dedica alla astrologia e ottiene una certa fama locale di indovino. Dopo uno sfortunato tentativo di "scacciare un diavolo" da una ragazza presunta indemoniata, lui e la moglie sono costretti a fuggire a Derby. Nel 1734 o nel 1735 con la moglie si trasferisce a Londra dove lavora come tessitore a Spitalfields e si dedica all'insegnamento itinerante della matematica; come altri, la insegna nei locali pubblici. Si dice anche che frequentasse compagnie di bassa estrazione; alcuni hanno però sostenuto che fu costretto a causa del suo allontanamento dalla famiglia e che avesse comunque mantenuto una condotta irreprensibile. Nel 1737 scrive un primo libro di calcolo infinitesimale e nel 1740 viene ammesso alla Accademia Reale di Stoccolma. 
Dopo il 1743 Simpson insegna matematica alla Royal Military Academy in Woolwich. Prosegue nella redazione di vari libri che riguardano argomenti quali il calcolo infinitesimale, il calcolo delle probabilità, l'algebra, la geometria, la trigonometria a l'astronomia.
Occorre segnalare che il procedimento noto come regola di Simpson era stato trovato 100 anni prima da Keplero e negli ambienti tedeschi veniva e viene chiamato Keplersche Fassregel. Compare anche in pubblicazioni di James Gregory.

## Opere
- Treatise of Fluxions (1737)
- The Nature and Laws of Chance (1740)
- The Doctrine of Annuities and Reversions (1742)
- Mathematical Dissertation on a Variety of Physical and Analytical Subjects (1743)
- A Treatise of Algebra (1745)
- Elements of Geometry (1747)
- Trigonometry, Plane and Spherical (1748)
- Select Exercises in Mathematics (1752)
- Miscellaneous Tracts on Some Curious Subjects in Mechanics, Physical Astronomy and Special Mathematics (1757)

### Edizioni
- (EN) Essays on several curious and useful subjects, in speculative and mix'd mathematicks, London, John Nourse, Henry Woodfall, 1740. URL consultato il 24 giugno 2015.

- (EN) Mathematical dissertations on a variety of physical and analytical subjects, London, Thomas Woodward, 1743. URL consultato il 24 giugno 2015.

- (EN) Treatise of algebra, London, John Nourse, 1745. URL consultato il 24 giugno 2015.
- (EN) Miscellaneous tracts on some curious, and very interesting subjects in mechanics, physical-astronomy, and speculative mathematics, London, John Nourse, 1757.
- (EN) Miscellaneous tracts on some curious and very interesting subjects in mechanics, physical-astronomy and speculative mathematics, London, John Nourse, 1768. URL consultato il 24 giugno 2015.